# Pierre III (empereur de Russie)
 (mars 2012).
Si vous disposez d'ouvrages ou d'articles de référence ou si vous connaissez des sites web de qualité traitant du thème abordé ici, merci de compléter l'article en donnant les références utiles à sa vérifiabilité et en les liant à la section « Notes et références ».
Pierre III Fiodorovitch (en russe : Пётр III Фёдорович, Piotr III Fiodorovitch), né Karl Peter Ulrich de Holstein-Gottorp le 21 février 1728 à Kiel et mort le 6 juillet 1762 (17 juillet dans le calendrier grégorien) à Ropcha, est un empereur de Russie. 
Duc de Holstein-Gottorp depuis 1739, Pierre III règne six mois sur l'Empire russe du 5 janvier au 9 juillet 1762 avant d'être renversé par son épouse Catherine II. Il est assassiné quelques jours plus tard. 
Il est le premier souverain russe de la branche de Holstein-Gottorp à reprendre le nom de Romanov.

## Jeunesse

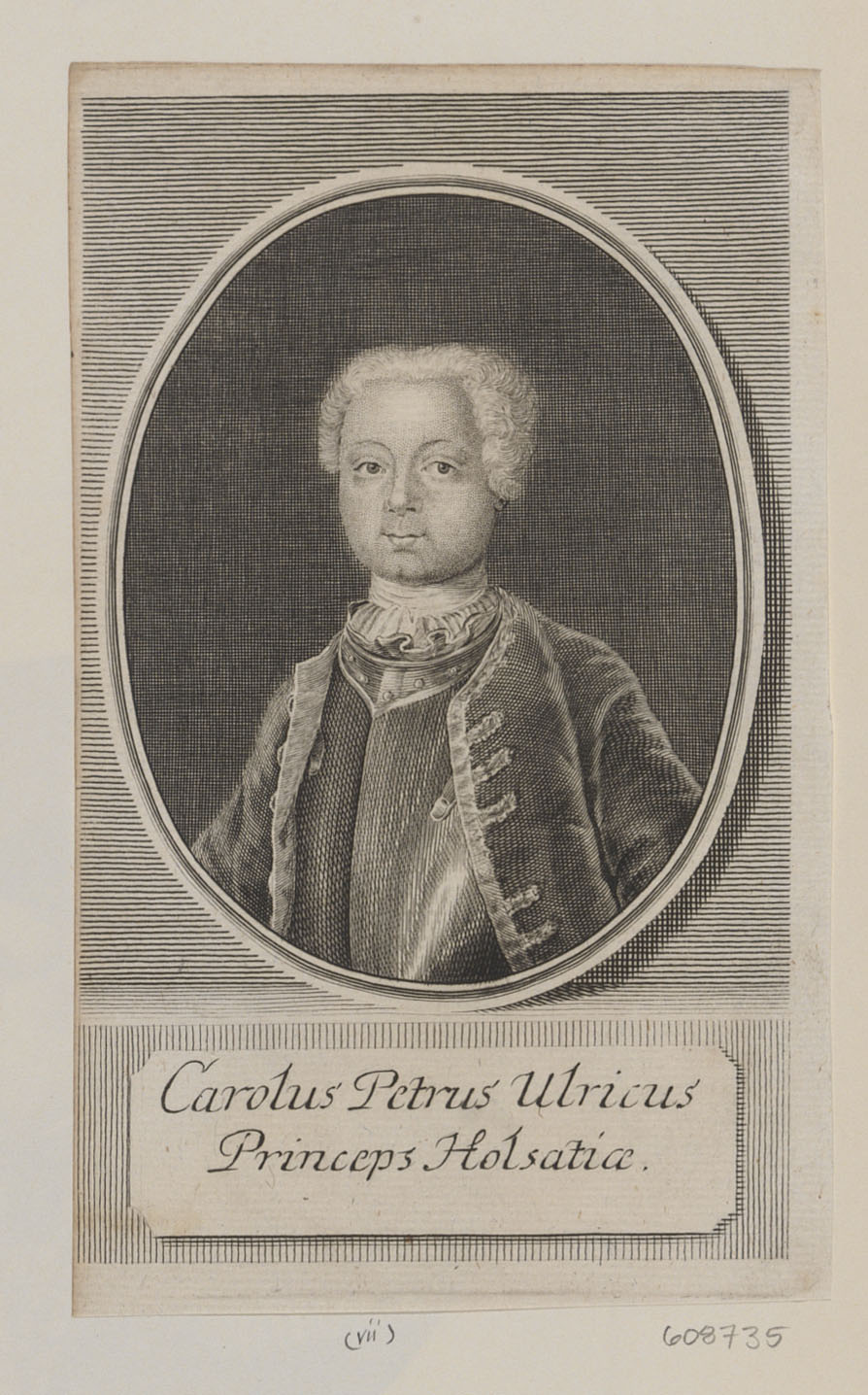
Carolus Petrus Ulricus Princeps Holsatiæ. Le prince Pierre enfant. Gravure des années 1730.

Le prince Pierre voit le jour le 21 février 1728 au château de Kiel au duché de Holstein. Âgée de vingt ans seulement, la mère de Pierre, Anna Petrovna de Russie, meurt le 4 mars 1728, quelques semaines après sa naissance. Son père, Charles-Frédéric de Holstein-Gottorp, lui impose, dès l'âge de sept ans, une éducation strictement militaire.
À la mort de Charles-Frédéric, en juin 1739, le jeune garçon devient duc de Schleswig-Holstein-Gottorp à l'âge de onze ans sous le nom de Charles-Pierre-Ulrich (en allemand : Karl Peter Ulrich). L'orphelin est confié à la garde de son oncle Adolphe-Frédéric de Holstein, prince-évêque de Lübeck, qui abandonne son éducation au Suédois Brummer, maréchal de la cour, qui l'élève à la dure, de manière cruelle. Afin de l'inciter à étudier, il le prive des jours entiers de nourriture et l'oblige à regarder ses serviteurs prendre leur repas devant lui. Pierre le détestait. Catherine II rapporte dans ses Mémoires que Pierre avait pris très jeune l'habitude de s'enivrer. Elle précise que le fait était connu de tous dès leur première rencontre, à Eutin, alors que Pierre a seulement onze ans.

## Mariage
En 1742, Élisabeth Petrovna, sœur de sa mère et nouvelle impératrice de Russie, le fait mander à Saint-Pétersbourg, car l'impératrice, sans enfant, veut en faire son héritier. Pierre s'ennuie vite de Kiel et déteste sa nouvelle patrie. Son enfance trop dure a fait de lui un personnage instable. L'un de ses loisirs est de torturer des chiens et des chats et de s'amuser des réactions horrifiées de sa femme et de ses courtisans. La variole, qu'il attrape en 1744, n'améliore pas les choses.
Le 21 août 1745, Élisabeth le marie à sa cousine Sophie d'Anhalt-Zerbst, qui a pris le nom de Catherine en se convertissant à la foi orthodoxe. La princesse accepte le mariage malgré sa répugnance pour son époux, car elle est ambitieuse et espère devenir un jour impératrice de Russie.
En 1754, après 9 ans de mariage naît enfin un fils, Paul Petrovitch. Il est possible que cet enfant ne soit pas le fils du grand-duc héritier, mais de Sergei Saltykov, l'un des amants de Catherine, qui aurait pu être présenté à la grande-duchesse par l'entremise secrète d'Élisabeth elle-même, soucieuse de voir naître un héritier. La filiation douteuse de l'héritier trouve en tout cas des échos jusque dans la correspondance diplomatique.
En 1756, la Russie déclare la guerre à la Prusse. C'est la guerre de Sept Ans. Pierre, dont l'idole est Frédéric II de Prusse et qui désire à tout prix le voir victorieux, profite de sa présence au conseil de guerre pour lui communiquer en secret les plans de guerre de l'armée russe. Les généraux et les soldats russes se doutent de ses manigances et commencent à le tenir en aversion. Certains le surnomment même l'« Allemand », du fait de ses origines et de ses affinités.
À la même époque, Pierre devient l'amant d'Élisabeth Romanovna Vorontsova (en) (1739-1792), que sa famille voudrait bien voir remplacer Catherine comme épouse du futur empereur. De son côté, Catherine se fait aussi des alliés, parmi lesquels le ministre Nikita Ivanovitch Panine et les frères Orlov, dont le cadet, Grigori, est son amant.

## Empereur de Russie

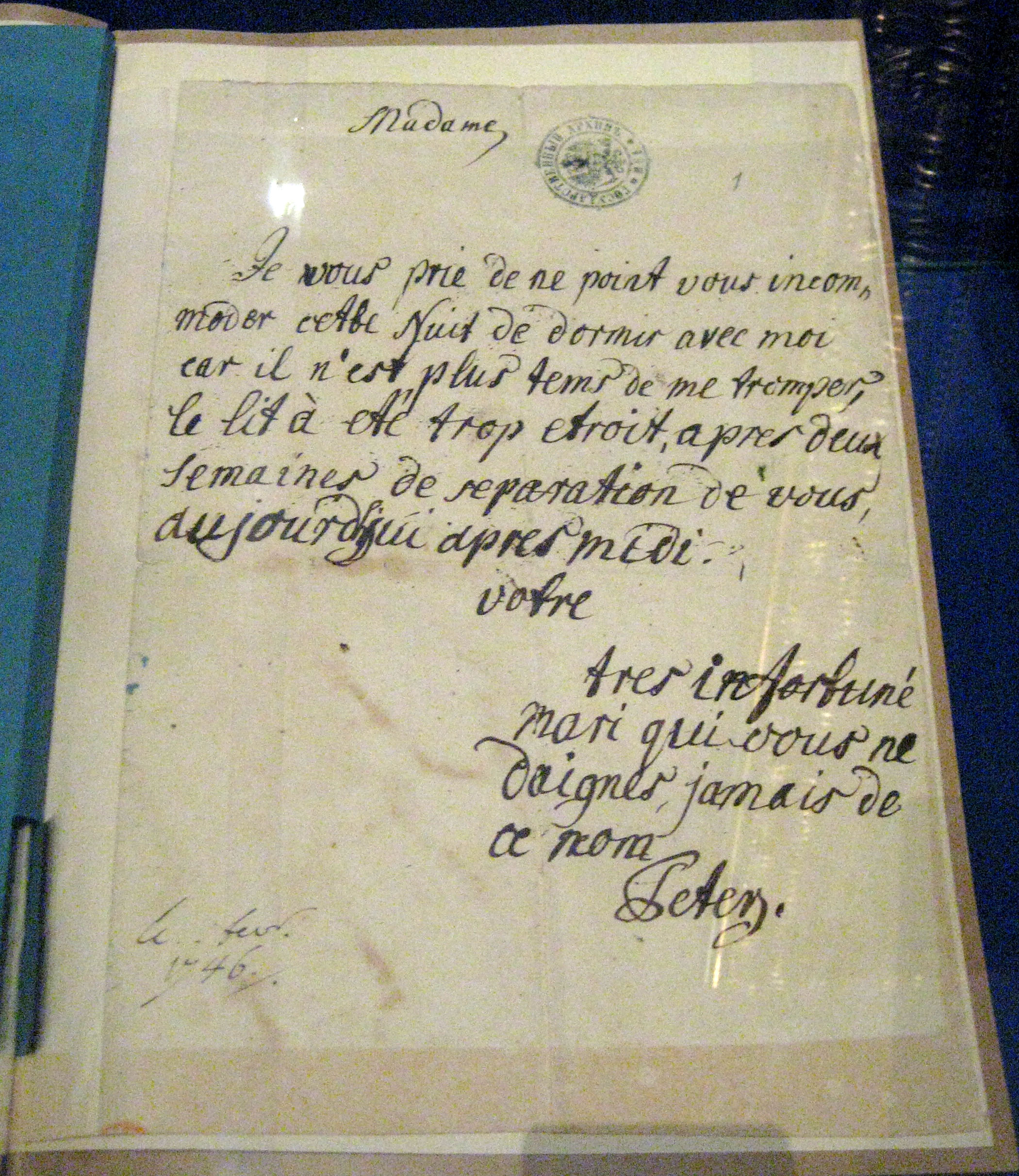
Une lettre (en français) de Pierre à son épouse.

L'impératrice Élisabeth décède le 25 décembre 1761 (5 janvier 1762 dans le calendrier grégorien) alors que ses armées assiègent Berlin et que, pour la première fois, la Russie s'est imposée comme une puissance européenne majeure. Frédéric II de Prusse, complètement vaincu, songe au suicide et la Prusse s'attend à être partagée entre les vainqueurs.
Pierre III est un admirateur de Frédéric II et aussitôt devenu empereur, il met fin à cette guerre victorieuse : tous les territoires conquis sont évacués et rendus sans contrepartie au roi de Prusse, au grand dam de l'armée russe. Le 5 mai, un traité de paix est signé. Pierre promet alors de se joindre à Frédéric dans sa guerre contre l'Autriche.
En quelques mois, Pierre se fait détester de tous ceux qui pourraient lui être favorables à la cour de Russie. Un premier oukase oblige l'armée à se vêtir d'uniformes prussiens. Un second oblige les popes à se couper la barbe et à s'habiller comme des pasteurs protestants. Les icônes sont enlevées des églises et les biens du clergé orthodoxe sont confisqués.
Un dernier oukase contente une partie de la noblesse car il met fin au service militaire perpétuel de cette classe en vigueur depuis Pierre le Grand. Désormais, les nobles ne sont plus obligés de servir l'État, sauf en temps de guerre. Les empereurs suivants n'oseront pas abroger ce dernier oukase.
Pierre III a été initié en franc-maçonnerie, il aurait fait don d’une maison, en 1762, à la loge "À la Constance", et aurait tenu des conférences maçonniques dans son château d’Oranienbaum.

## Coup d'État et mort

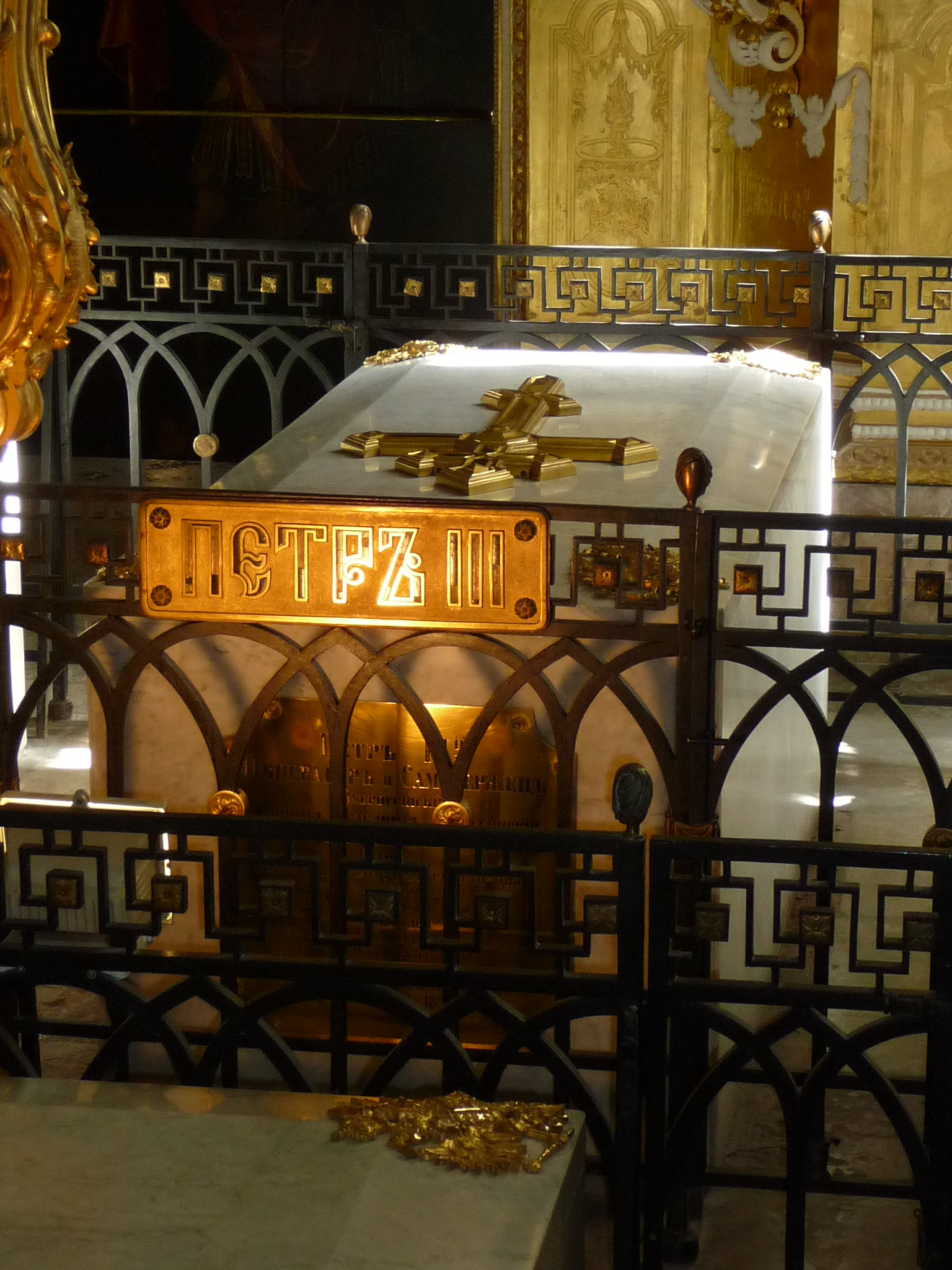
Tombeau de Pierre III.

Au printemps 1762, Pierre III s'apprête à déclarer la guerre au Danemark afin de s'emparer du duché de Schleswig et l'annexer à son duché de Holstein. Il assigne Catherine au palais de Peterhof et part rejoindre ses troupes à Kronstadt.
Catherine, impératrice consort, qui se sent menacée, décide le 28 juin 1762 (9 juillet dans le calendrier grégorien) de prendre le pouvoir par la force et de renverser son époux, avec l'aide de Nikita Panine et des frères Orlov. Ceux-ci soudoient une centaine de soldats des régiments Préobrajenski et Ismaïlovski, qui servent d'escorte à Catherine dans sa marche sur Saint-Pétersbourg. Après quelques hésitations, les autres régiments se joignent à eux. À son arrivée dans la capitale, Catherine est accueillie triomphalement et reconnue impératrice souveraine sous le nom de Catherine II par le clergé et le Sénat.
Lorsqu'il apprend le coup d'État, Pierre III s'effondre. Lâché par l'armée et la flotte de Kronstadt, il est arrêté et assigné à résidence à Ropcha, où on l'oblige à signer son acte d'abdication. Le 17 juillet 1762, il est assassiné dans des circonstances troubles par Alexeï Orlov et ses gardiens.
Cette fin mystérieuse donnera naissance à de nombreuses légendes. Le cosaque Emelian Pougatchev, meneur de la dernière grande insurrection paysanne en Russie, de 1773 à 1774, prétendra être Pierre III en guerre contre Catherine II, l'usurpatrice allemande. Il en fut de même de Kondratiy Selivanov (it), fondateur de la secte des Scoptes.

## Généalogie
Pierre III appartient à la première branche de la maison d'Oldenbourg-Russie (maison Holstein-Gottorp-Romanov) issue de la première branche de la maison de Holstein-Gottorp, elle-même issue de la première branche de la maison d'Oldenbourg.

## Distinctions
- Ordre de Saint-André :
- Ordre de l'Aigle noir :